# ステーノ
ステーノ（Steno、本名ステファーノ・ヴァンツィーナ Stefano Vanzina、1915年1月19日 ローマ - 1988年3月13日 ローマ）は、イタリアの映画監督、脚本家である。「イタリア式コメディ」の重要人物である。

## 来歴・人物
1915年1月19日、イタリアの首都ローマに生まれる。
1939年脚本家としてデビュー、監督としてのデビューまでに30本の脚本を書き、撮影助手、俳優の経験もしている。1949年、34歳のとき、長篇のコメディ映画『Totò cerca casa』で監督デビュー。
1988年3月13日、ローマで死去。73歳没。映画監督カルロ・ヴァンツィーナの父である。

## おもなフィルモグラフィー
- Eravamo sette vedove　1939年　脚本　監督マリオ・マットリ
- Totò cerca casa　1949年　監督・脚本　共同監督マリオ・モニチェリ　※監督デビュー作
- シーラ山の狼 Il Lupo della Sila　1949年　原作・脚本　監督ドゥイリオ・コレッティ
- 紅薔薇は山に散る Il brigante Musolino　1950年　原案・脚本　監督マリオ・カメリーニ
- O・K・ネロ O.K. Nerone　1951年　原作・脚本　監督マリオ・ソルダーティ
- Guardie e ladri　1951年　監督　共同監督マリオ・モニチェリ　※第5回カンヌ国際映画祭コンペティション部門上映
- 人間と野獣と美徳 L'uomo, la bestia e la virtù　1953年　監督
- 無常なるかな人生 Un giorno in pretura　1954年　監督・脚本
- わが息子暴君ネロ Mio figlio Nerone　1956年　監督
- 400人殺せ -怪盗ドレリック- Arriva Dorellik　1967年　監督
- 黒い警察 La polizia ringrazia　1971年　監督
- エロチカ海賊'73 Il vichingo venuto dal Sud　1972年　監督・脚本
- 喜劇・ガンバレ社長サン! Il padrone e l'operaio　1975年　監督
- ボニー&クライド / 俺たちに明日はある Bonnie e Clyde all'italiana　1984年　監督
- 野獣都市 Animali metropolitani　1987年　監督・脚本
- Il Professore - Boomerang　1989年　監督・脚本　※遺作